# Frank (film)
Pour les articles homonymes, voir Frank.
Pour plus de détails, voir Fiche technique et Distribution.
Frank est une comédie dramatique britannico-irlandaise de Lenny Abrahamson sortie en 2014.

## Synopsis
En Irlande, Jon, un musicien amateur, rejoint un groupe de rock, mené par l'extravagant Frank, qui porte continuellement une tête artificielle. 

## Fiche technique
- Titre original : Frank
- Réalisation : Lenny Abrahamson
- Scénario : Jon Ronson d'après ses mémoires et Peter Straughan
- Direction artistique : Richard Bullock
- Décors : Kevin Pierce
- Costumes : Suzie Harman
- Photographie : James Mather
- Montage : Hughes Winborne
- Production : David Barron, Ed Guiney, Stevie Lee et Andrew Lowe
- Société(s) de production : Element Pictures, Film4 et Runaway Fridge Productions
- Société(s) de distribution : Artificial Eye (Royaume-Uni)
- Pays d’origine : Royaume-Uni et Irlande
- Langues originales : anglais et secondairement français[1] et allemand[2]
- Format : couleur -
- Genre : comédie dramatique
- Dates de sortie : 
  -  États-Unis : 17 janvier 2014 (festival du film de Sundance 2014)
  -  Royaume-Uni/ Irlande : 2 mai 2014
  -  France : 4 février 2015

## Distribution

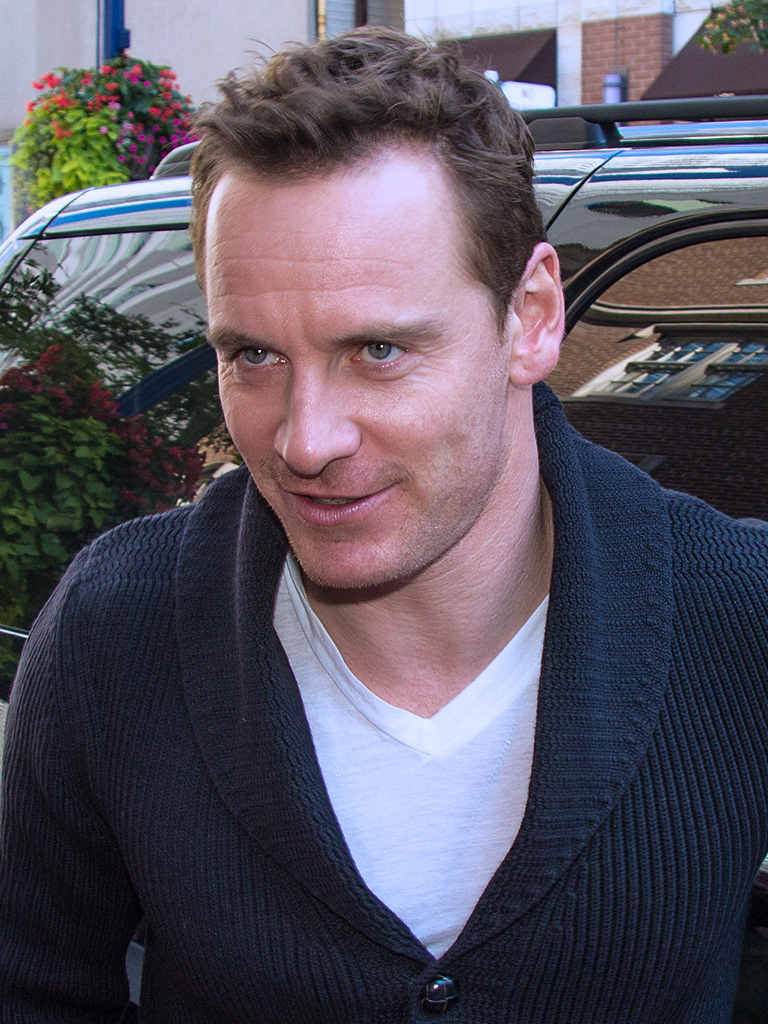
L'acteur Michael Fassbender, interprète de Frank, l'année de tournage du film.

- Michael Fassbender : Frank
- Maggie Gyllenhaal : Clara
- Domhnall Gleeson : Jon
- Scoot McNairy : Don
- François Civil : Baraque

## Distinctions

### Récompenses
- British Independent Film Awards 2014 :
  - Meilleur scénario pour Jon Ronson et Peter Straughan
  - Meilleur technicien pour Stephen Rennicks (musique)

### Nominations et sélections
- Festival du film britannique de Dinard 2014 : sélection officielle
- Festival du film de Sundance 2014 : sélection « Premières »
- Festival du film de Sydney 2014

- British Independent Film Awards 2014 :
  - Meilleur réalisateur pour Lenny Abrahamson
  - Meilleur acteur dans un second rôle pour Michael Fassbender
  - Meilleure actrice dans un second rôle pour Maggie Gyllenhaal